# Tengeri mérföld
A tengeri mérföld a hosszúság mértékegysége. Eredetileg az értéke a Föld bármelyik hosszúsági körén mért 1 szögpercnyi távolságból származik, de ma már rögzítetten 1852 méter. Nem tartozik az SI-mértékegységek közé, főleg a hajózásban és a repülésben használják. Emiatt a nemzetközi jogban és nemzetközi egyezményekben is találkozhatunk vele, különösen a felségvizek és légterek megállapításakor.

## Definíció

1 tengeri mérföld pontosan egyenlő 1852 méterrel

A nemzetközi szabvány szerint: 1 tengeri mérföld pontosan egyenlő 1852 méterrel (1,852 kilométerrel).
Mivel ezt egy szögperc hosszának vehetjük, ezért a hatvanszorosa 1 szögfok hossza a föld felszínén, és annak a 360-szorosa a teljes hosszúsági kör. 1852 m × 60 × 360 = 40003,2 km. A hosszúsági körök a legpontosabb mérések szerint nem azonos nagyságúak, mert a Föld nem szabályos, hanem lapított gömb alakú, ezért a tengeri mérföldet végül a fenti értékben rögzítették, függetlenül a földrajzi megfeleltetésétől.

## A mértékegység jele
Nincs széles körben elfogadott, szabványban meghatározott jele a tengeri mérföldnek. Az IEEE által előnyben részesített jel az nmi, miközben az M-et használja a BIPM Nemzetközi Súly- és Mértékügyi Hivatal valamint az USA és Kanada tengerészeti hivatalai.
A repülésben, az ICAO által használt rövidítés az NM vagy nm. A rövidítés az angol nautical mile kifejezésből ered. Ugyan az nm az SI-rendszerben a nanométer rövidítése, hajózási és repülési térképeken ez természetesen nem okozhat félreértést.

## Átváltás más mértékegységekre
Egy tengeri mérföld egyenlő:

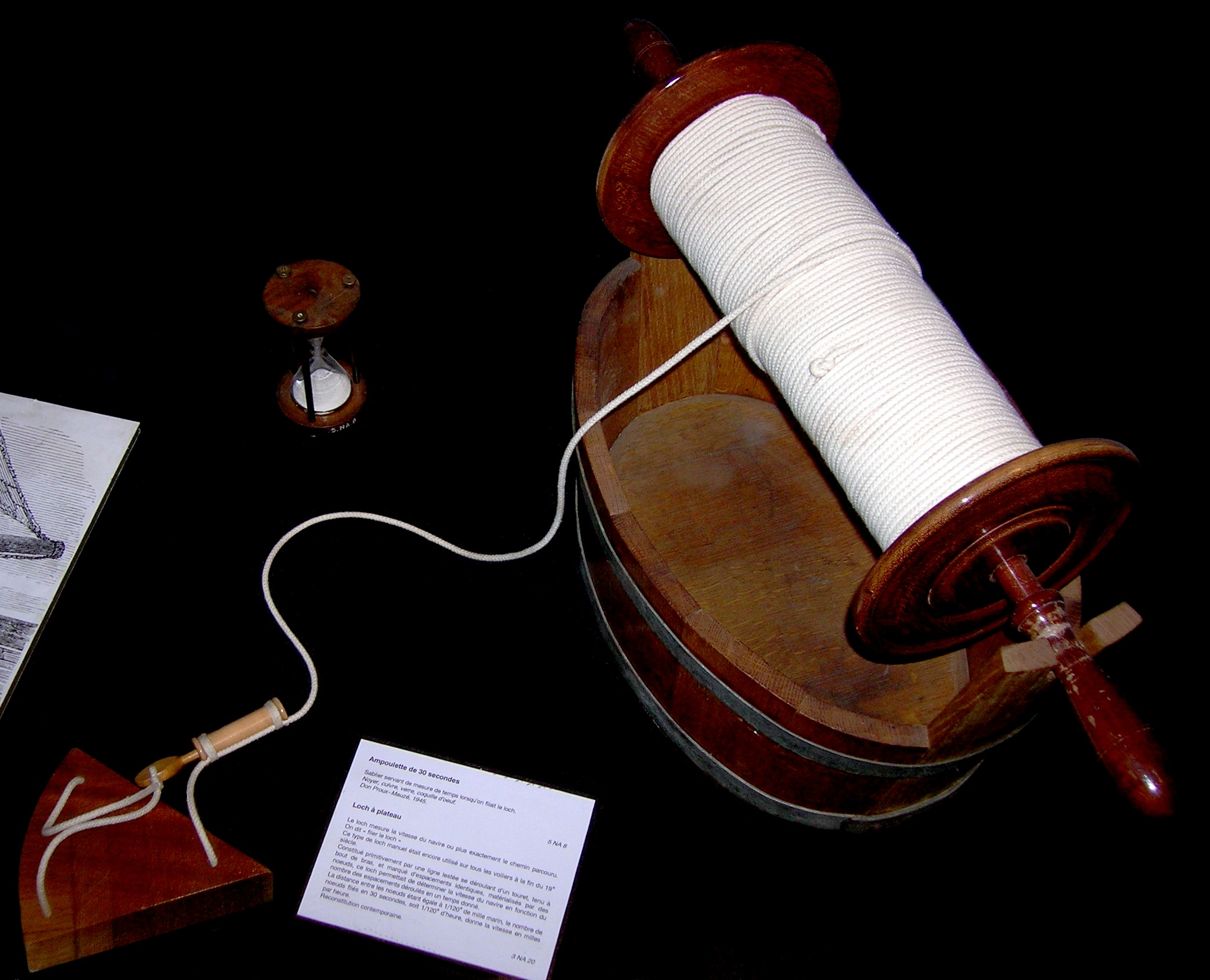
Muzeális sebességmérő eszköz a sebesség mérésére csomóban

- 1852 méterrel a Nemzetközi Súly- és Mértékügyi Hivatal meghatározása szerint (a Brochure No. 8 még tartalmazta, a Brochure 9, amely az SI-mértékegységrendszer új definícióját tartalmazza, 2019 óta már nem jelöli érvényes mértékegységnek).
- 1,150779 angol mérfölddel  (pontosan 57 875/50 292 mérföld)
- 2025,372 yarddal (pontosan 2 315 000/1143 yard)
- 6076,1155 lábbal (pontosan 2 315 000/381 láb)
- 1012,6859 hajóöllel (nemzetközi fathom, pontosan 1 157 500/1143, a brit fathom a tengeri mérföld ezredrésze)
- 10 kábellel
- 10,126859 „szokásos” (100 fathomos) kábellel (pontosan 11 575/1143 szokásos kábel)
- 12,152231 US Navy (120 fathomos) kábellel (pontosan 9260/762 US Navy kábel)
- 0,998383 egyenlítői ívperccel = hagyományosan a földrajzi mérföld
- 0,9998834 főmeridián-ívperccel = középarányos történeti tengeri mérföld

A tengeri mérföld per óra a sebesség mértékegysége (nm/h), más néven a csomó (angolul: knot). A korai hajózók, hogy ismerhessék a hajó sebességét, mérőeszközt engedtek le kötélen a hajó faránál a vízfelszínre. Az eszköz egy speciálisan kialakított fadarab volt, amely a hajóhoz képest többé-kevésbé azon a helyen maradt a vízen, ahol leengedték, míg a hajó továbbment. A fából készült lap súly segítségével merőlegesen állt a felszínen, és a letekeredő kötélen egyforma távolságra megkötött csomókat számolták fél percen keresztül. A 16. századig nem is változott a mérési technika a korszerűbb mechanikus mérőeszközök megjelenéséig (1 csomó = 1,852 km/h)